# Anomis albitibia
Anomis albitibia là một loài bướm đêm trong họ Erebidae.